# Spaniens Grand Prix 1979
Spaniens Grand Prix 1979 var det femte av 15 lopp ingående i formel 1-VM 1979.  

## Rapport
Jacques Laffite startade från pole position och stallkamraten Patrick Depailler från den andra startrutan. De båda Ligier-förarna iscensatte ett privat race om ledningen. Det blev Depailler som drog det längsta strået och vann loppet efter att Laffite varit tvungen att bryta efter en misslyckad växling som gjorde att han övervarvade sin motor. På andra plats kom istället Carlos Reutemann i Lotus medan hans stallkamrat Mario Andretti i en Lotus 80 slutade på tredje plats.

## Resultat
1. Patrick Depailler, Ligier-Ford, 9 poäng
2. Carlos Reutemann, Lotus-Ford, 6
3. Mario Andretti, Lotus-Ford, 4
4. Jody Scheckter, Ferrari, 3
5. Jean-Pierre Jarier, Tyrrell-Ford, 2
6. Didier Pironi, Tyrrell-Ford, 1
7. Gilles Villeneuve, Ferrari
8. Jochen Mass, Arrows-Ford
9. René Arnoux, Renault
10. Riccardo Patrese, Arrows-Ford
11. Emerson Fittipaldi, Fittipaldi-Ford
12. Jan Lammers, Shadow-Ford
13. Patrick Tambay, McLaren-Ford
14. Hans-Joachim Stuck, ATS-Ford

### Förare som bröt loppet
- Niki Lauda, Brabham-Alfa Romeo (varv 63, vattenläcka)
- Hector Rebaque, Rebaque (Lotus-Ford) (58, motor)
- Alan Jones, Williams-Ford (54, växellåda)
- Elio de Angelis, Shadow-Ford (52, motor)
- Clay Regazzoni, Williams-Ford (32, motor)
- James Hunt, Wolf-Ford (26, bromsar)
- Jean-Pierre Jabouille, Renault (21, turbo)
- John Watson, McLaren-Ford (21, motor)
- Jacques Laffite, Ligier-Ford (15, motor)
- Nelson Piquet, Brabham-Alfa Romeo (15, insprutning)

### Förare som ej kvalificerade sig
- Derek Daly, Ensign-Ford
- Arturo Merzario, Merzario-Ford
- Gianfranco Brancatelli, Kauhsen-Ford